# Planetárium (album)
Planetárium je dvojalbum Václava Neckáře, které nahrál se skupinou Bacily a vydal v roce 1977.

## Seznam skladeb
| Strana 1 | Strana 1            | Strana 1       | Strana 1               | Strana 1 |
| Pořadí   | Název               | Hudba          | Text                   | Délka    |
| -------- | ------------------- | -------------- | ---------------------- | -------- |
| 1.       | Planetárium – Vchod | Otakar Petřina | ---                    | 4:34     |
| 2.       | Světová výstava     | Jiří Burian    | Jiří Burian, Ivo Marek | 3:36     |
| 3.       | Diamantová žena     | Otakar Petřina | Otakar Petřina         | 6:40     |
| 4.       | Stále šťastné údolí | Petr Janda     | Zdeněk Borovec         | 4:09     |
| 5.       | Potulný hráč        | Otakar Petřina | Zdeněk Rytíř           | 4:03     |

| Strana 2 | Strana 2           | Strana 2       | Strana 2     | Strana 2 |
| Pořadí   | Název              | Hudba          | Text         | Délka    |
| -------- | ------------------ | -------------- | ------------ | -------- |
| 1.       | To se stává        | Otakar Petřina | Zdeněk Rytíř | 4:41     |
| 2.       | Meteor             | Otakar Petřina | Zdeněk Rytíř | 4:19     |
| 3.       | Pět světelných let | Otakar Petřina | Zdeněk Rytíř | 4:22     |
| 4.       | Jako kouzlem       | Otakar Petřina | Zdeněk Rytíř | 2:53     |
| 5.       | Planetárium        | Otakar Petřina | Zdeněk Rytíř | 6:22     |

| Strana 3 | Strana 3                       | Strana 3     | Strana 3        | Strana 3 |
| Pořadí   | Název                          | Hudba        | Text            | Délka    |
| -------- | ------------------------------ | ------------ | --------------- | -------- |
| 1.       | Lásko tři, dva, jedna a start  | Josef Kůstka | Eduard Krečmar  | 4:30     |
| 2.       | Sluneční vítr                  | Jan Neckář   | Zdeněk Rytíř    | 3:10     |
| 3.       | Zimní královna nejdelších nocí | Josef Kůstka | Ladislav Kantor | 5:00     |
| 4.       | Klaun a tanečnice              | Jan Neckář   | Vladimír Čort   | 6:20     |

| Strana 4 | Strana 4                    | Strana 4        | Strana 4             | Strana 4 |
| Pořadí   | Název                       | Hudba           | Text                 | Délka    |
| -------- | --------------------------- | --------------- | -------------------- | -------- |
| 1.       | Hvězdné nebe nad Atlantidou | Jan Neckář      | Zdeněk Rytíř         | 2:23     |
| 2.       | Známe ho, žádný vzor        | Josef Kůstka    | Jiřina Fikejzová     | 1:54     |
| 3.       | Co je to svět               | Jaromír Klempíř | Michael Prostějovský | 2:30     |
| 4.       | Nejsem hvězda               | Jan Neckář      | Eduard Krečmar       | 2:34     |
| 5.       | První i poslední            | Jan Obermayer   | Miroslav Černý       | 2:50     |
| 6.       | Swingující Jupiter          | Zdeněk Marat    | Michael Prostějovský | 1:48     |
| 7.       | Stroj času                  | Jan Neckář      | Zdeněk Rytíř         | 4:04     |
| 8.       | Planetárium – východ        | Otakar Petřina  | ---                  | 4:18     |

Písně stran 1 a 2, a píseň "Planetárium – východ" aranžoval Otakar Petřina, písně stran 3 a 4 aranžoval Jan Neckář